# Norman Burnstine
Norman Burnstine (* 26. Januar 1908 in New York; † 25. Februar 1964) war ein US-amerikanischer Drehbuchautor.

## Leben
Norman Burnstine (auch Burnside) besuchte das Columbia College in seiner Heimatstadt New York. 1928 schrieb er sein erstes Drehbuch für den Film Der Schmugglerkönig von Manhattan (Sins of the Fathers), in dem Emil Jannings und Jean Arthur die Hauptrollen spielten. Als Szenarist arbeitete Burnstine bei verschiedenen Studios, darunter Paramount Pictures, Warner Brothers, MGM und 20th Century Fox. Es folgten jedoch lediglich drei weitere Filmprojekte, bei denen er als Drehbuchautor im Abspann erwähnt wurde. Bei der kleinen Produktionsfirma Republic Pictures wurde er 1938 für die B-Filme Arson Gang Busters und Invisible Enemy verpflichtet. Für die Filmbiografie Paul Ehrlich – Ein Leben für die Forschung (Dr. Ehrlich’s Magic Bullet), in der Edward G. Robinson den deutschen Arzt und Chemiker Paul Ehrlich spielte, wurde Burnstine 1941 zusammen mit Heinz Herald und John Huston für den Oscar in der Kategorie Bestes Originaldrehbuch nominiert. Während des Zweiten Weltkriegs schrieb er Drehbücher für Dokumentarfilme der U.S. Navy. Als unabhängiger Autor war er zudem für die Werbebranche und beim Radio tätig.

## Filmografie
- 1928: Der Schmugglerkönig von Manhattan (Sins of the Fathers)
- 1938: Arson Gang Busters
- 1938: Invisible Enemy
- 1940: Paul Ehrlich – Ein Leben für die Forschung (Dr. Ehrlich’s Magic Bullet)